# Andrew Hurd
Andrew Hurd (Canadá, 12 de agosto de 1982) es un nadador canadiense retirado especializado en pruebas de estilo libre media distancia, donde consiguió ser medallista de bronce mundial en 2007 en los 4x200 metros estilo libre.

## Carrera deportiva
En el Campeonato Mundial de Natación de 2007 celebrado en Melbourne ganó la medalla de bronce en los relevos de 4x200 metros estilo libre, con un tiempo de 7:10.70 segundos, tras Estados Unidos que batió el récord del mundo con 7:03.24 segundos, y Australia (plata con 7:10.05 segundos).